# Sauvetage de Bat 21 Bravo
Guerre du Viêt Nam
Batailles
Le sauvetage de Bat 21 Bravo, indicatif radio de Iceal Hambleton (en), est l’opération de recherche et de sauvetage derrière les lignes nord-vietnamiens la plus longue et la plus complexe de la guerre du Vietnam,. Elle se déroule du 2 au 13 avril 1972 et se conclut par le sauvetage d'Iceal Hambleton.

## Contexte
Le 2 avril 1972, l’Offensive de Pâques, la plus grande opération d’armes combinées de toute la guerre du Vietnam, en était à son troisième jour. Très tôt le matin, un binôme de deux avions EB-66 de l’United States Air Force prend son envol, dirigé par Bat 20, piloté par le lieutenant-colonel Robert Singletary.
Les deux avions escortaient un groupe de trois bombardiers B-52. Bat 21 était configuré pour recueillir des renseignements d’origine électromagnétique, y compris l’identification des installations radar antiaériennes nord-vietnamiennes pour en permettre le brouillage. Bat 21 a été détruit par un missile sol-air SA-2 et Hambleton a été le seul survivant, déclenchant son parachute derrière les lignes de front dans une zone remplie de milliers de soldats de l’armée nord-vietnamienne.
Hambleton avait un accès top secret aux opérations du Strategic Air Command et était un expert en contre-mesures de missiles sol-air. L’armée nord-vietnamienne possédait peut-être des informations sur sa présence au Vietnam et sa capture aurait signifié une énorme manne de renseignement pour l’Union soviétique.
Hambleton et le 1er lieutenant Mark Clark (petit-fils du célèbre général de la Seconde Guerre mondiale Mark W. Clark), qui a été abattu lors de l'opération de sauvetage, ont finalement été récupérés derrière les lignes de front lors de deux nuits différentes grâce aux sauvetages clandestins et nocturnes effectués par l'officier SEAL Thomas R. Norris et des commandos de la marine sud-vietnamienne. Norris a reçu la Medal of Honor et le Maître Nguyen Van Kiet de la marine sud-vietnamienne a été décoré avec la Navy Cross. Nguyen est le seul marin sud-vietnamien à recevoir ce prix pendant la guerre.
L'US Air Force n’a pas imposé de limites à ce qu’il fallait faire pour secourir un aviateur abattu. Le coût direct et indirect du sauvetage de Hambleton a été énorme et est devenu un événement décisif dans les opérations de recherche et de sauvetage. Pour éviter les incidents de tir ami, les Américains ont imposé une zone d’exclusion de tir standard dans un rayon de 27 kilomètres (17 mi) autour de Hambleton et ont même réaffecté des avions pour aider à son sauvetage. Il est probable que des soldats sud-vietnamiens sont morts indirectement en raison de leur incapacité à obtenir un appui-feu.

## Opération
Au moment de la mission de Bat 21, les effectifs des forces de combat américaines avaient été considérablement réduits au Sud-Vietnam sous la politique de vietnamisation du président Richard Nixon. L’armée nord-vietnamienne (ANV) avait lancé l’offensive Nguyen Hue contre l’armée sud-vietnamienne et l’armée américaine le vendredi 30 mars 1972. C’était leur plus grande offensive de la guerre, chronométrée pour profiter pleinement du mauvais temps typique pendant la saison de la mousson, offrant ainsi des nuages très bas et une très mauvaise visibilité. Environ 30 000 soldats de l'ANV lourdement équipés des 304e et 308e divisions et de trois régiments d’infanterie distincts du front B5, ont traversé de la Zone vietnamienne démilitarisée à la zone tactique du Ier Corps de l'armée sud-vietnamienne, à travers les cinq provinces les plus au nord du Sud-Vietnam.
Dans la zone de 8 kilomètres entre le pont de Cam Lo et le pont de Dong Ha, l'ANV était soutenue par deux régiments de chars, équipés de 150 chars soviétiques T-54 et PT-76, 75 véhicules antiaériens chenillés, un régiment d’artillerie de 47 canons remorqués de 130 mm ainsi que la plus grande concentration d’armes antiaérienne de toute la guerre, comprenant le missile sol-air (SAM) avancé SA-2. Leur principale ligne d’avance se trouvait le long de l’axe de la route nationale nord-sud QL-1.